# Speaking Out

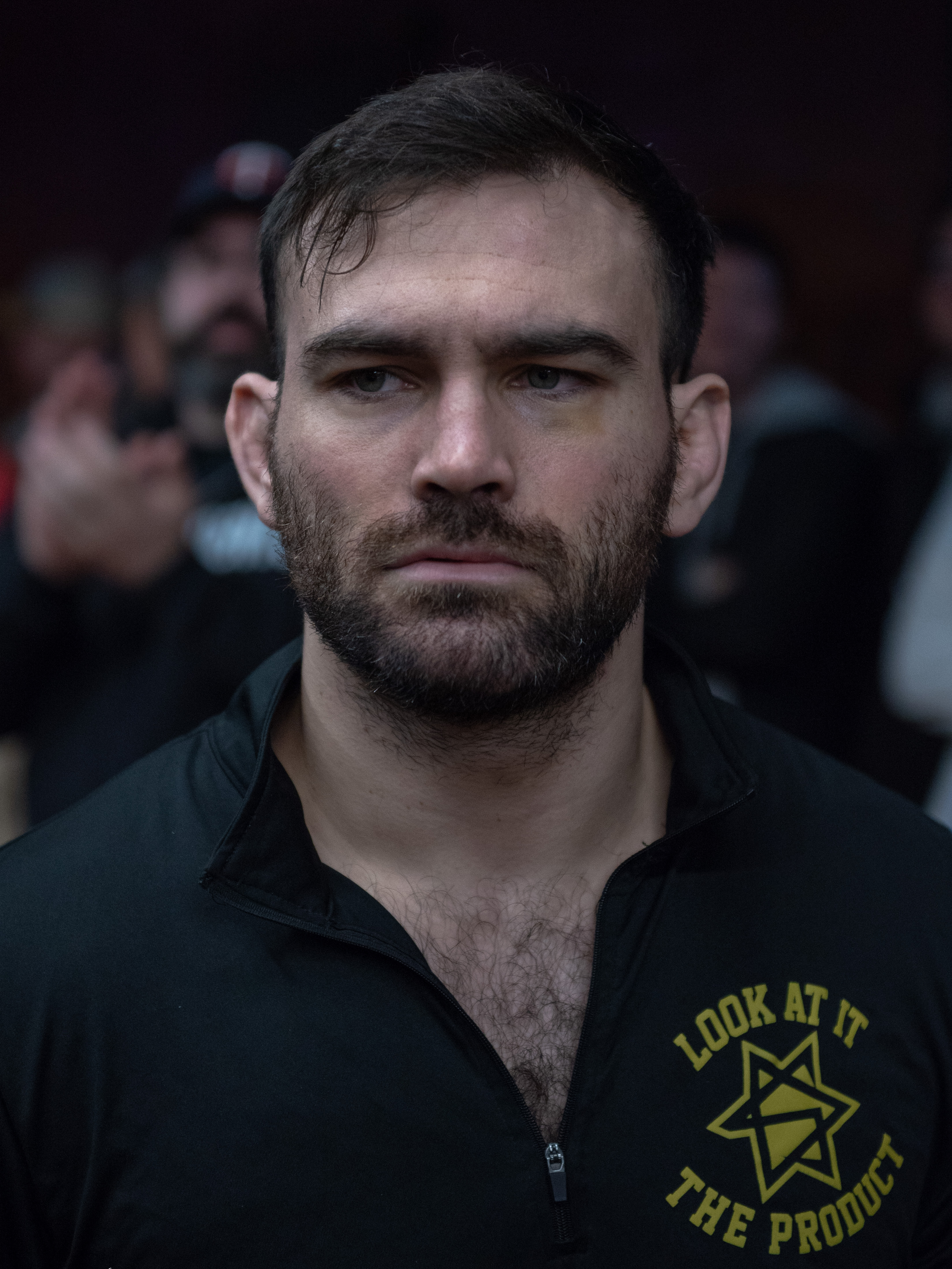
David Starr, primer luchador señalado en el hashtag tras acusaciones de violación. Como consecuencia, fue despedido y despojado de sus campeonatos.

El Speaking Out Movement (o simplemente #SpeakingOut; en español: Hablando claro) es el nombre de un movimiento que empezó como un hashtag viral contra el acoso sexual y el abuso emocional, físico y sexual. Similar al #MeToo, las víctimas (mujeres en su mayoría) hicieron públicas sus denuncias de acoso contra gente poderosa e influyente del mundo de la lucha libre profesional. La frase ″Speaking Out″ comenzó a difundirse en Twitter el 18 de junio de 2020.

## Historia
El 17 de junio de 2020, una exnovia del luchador independiente David Starr, lo acusó de violación y conducta sexual inapropiada, acusación que Starr negó. Como consecuencia, varias promociones de lucha libre, incluida Over the Top Wrestling, lo despojaron de sus títulos y lo despidieron.
Al día siguiente, numerosas personas dentro y fuera de la lucha profesional acusaron a varios luchadores, promotores, personalidades y periodista de conducta sexual inapropiada. El hashtag Speaking Out comenzó a difundirse en las redes sociales cuando las personas contaban sus historias. #SpeakingOut fue un tema de tendencia en Twitter.

## Respuestas
Muchos luchadores y personalidades de lucha libre y celebridades apoyaron a las personas que decidieron hablar sobre sus malas experiencias.

### All Elite Wrestling
A Jimmy Havoc lo acusó una exnovia de maltrato físico. El 19 de junio de 2020, AEW anunció en un comunicado que Havoc iría a terapia por diversos problemas y que después se decidiría si seguiría en la empresa. Al final, Havoc fue despedido el 13 de agosto.
A Bea Priestley y Will Ospreay los acusaron de difamar y vetar a la también luchadora, Pollyana, después de que esta acusara de abuso sexual a un amigo suyo, Scott Wainwright. 
El 23 de junio, Darby Allin fue acusado de abuso emocional, mental y sexual por Hawlee Cromwell, una luchadora independiente con quien supuestamente tenía una relación.
El 22 de junio, se filtró un audio de 2016 en el que Sammy Guevara dice querer 'violar' a Sasha Banks, luchadora de WWE. Guevara pidió disculpas directamente a Sasha y al público, pero AEW lo suspendió indefinidamente sin paga y lo envió a terapias de sensibilización. El pago que correspondería a Guevara se donaría al Womens Center de Jacksonville (Florida).

### Impact Wrestling
A Joey Ryan, Michael Elgin y David Crist de Impact Wrestling se los acusó de conducta sexual inapropiada. La compañía socia de Impact Wrestling, Anthem Sports & Entertainment, dijo que estaba revisando las acusaciones. Ryan hizo una declaración, pero sin hablar de nada en concreto. Hubo más de quince víctimas, tanto hombres como mujeres, que lo acusaron de abuso.Más tarde, se hizo público que se había despedido tanto a Ryan como a Crist. Al inicio, se suspendió a Elgin de forma indefinida, pero después se le despidió como a los anteriores.

### National Wrestling Alliance
El 18 de junio de 2020, se acusó de conducta sexual inapropiada al vicepresidente de la National Wrestling Alliance, Dave Lagana, que renunció a su cargo al día siguiente.

### Ring of Honor
El 22 de junio de 2020, se acusó a Marty Scurll de aprovecharse de una adolescente de 16 años que estaba ebria, lo que él negó en dos declaraciones. El 25 de junio, Ring of Honor anunció que había abierto una investigación sobre las acusaciones.
El 4 de enero de 2021, a través de la cuenta oficial de Twitter de Ring Of Honor, se confirmó que tanto Scurll como la empresa terminaron sus relaciones mediante un acuerdo.

### WWE
Primero se acusó a Velveteen Dream de acosar a menores de edad, a lo que siguieron más acusaciones en su contra. Como consecuencia, salió a la luz que había acusaciones de abuso sexual contra otros luchadores de WWE como Matt Riddle y Jordan Devlin (el entonces Campeón Crucero de NXT) y otros de NXT UK como Joe Coffey, Wolfgang, Travis Banks, Ligero y Jack Gallagher, así como contra Sid Scala.
Candy Cartwright acusó a Matt Riddle de violación, lo que él negó a través de su abogado.Una exnovia acusó a Jordan Devlin de abuso físico, que él negó.Un entrenador de su escuela de lucha libre acusó a Sid Scala de abuso físico, verbal y psicológico.
Joe Coffey fue acusado de acosar a una mujer y enviarle fotos de sus genitales, así como mensajes de voz. Wolfgang fue acusado de ser una pareja abusiva, además de observar a niños cuando salen del colegio. 
Millie McKenzie, antigua alumna de Travis Banks, lo acusó de abuso emocional y de haber mantenido relaciones con ella cuando tenía 17 años, así como de forma parecida con otras alumnas. Banks respondió con un comunicado y después McKenzie tuiteó capturas de pantalla de una conversación entre ellos dos en la que Banks parecía estar ebrio, había acechado a McKenzie y la estaba acosando en una habitación de hotel. 
Ligero fue acusado de mala conducta sexual y negó algunas acusaciones, pero admitió otras. Sin embargo, no se sabe qué acusaciones negó ni cuáles admitió.
WWE hizo un comunicado sobre Devlin y Riddle, diciendo que se tomaba en serio lo ocurrido y que se estaba investigando. Hubo una segunda declaración de que se tomarían medidas en caso de arresto o persecución.
Finalmente, poco después de las acusaciones en su contra, WWE despidió a Gallagher y lo borró por completo de su página web.Travis Banks y Ligero también fueron despedidos. Por otro lado, Joe Coffey recibió una suspensión indefinida. 

### Circuito independiente
Una antigua luchadora dijo que Will Ospreay, de la New Japan Pro-Wrestling, la puso en la lista negra de la empresa por haber acusado de abuso a uno de sus amigos. Ospreay lo negó, pero Progress Wrestling e International Wrestling League publicaron declaraciones que contradecían su negación.
A Alex Shane, promotor del Reino Unido y fundador de WrestleTalk TV, se le acusó de alcoholizar a una menor de edad y tener relaciones con ella, además de sacarle fotos. La hermana de la víctima fue la que lo contó, según la cual un grupo entero de gente sabe lo que hizo Shane.
Progress Wrestling anunció que la empresa había sufrido cambios estructurales después de haber tenido que suspender o despedir a varios luchadores debido a las varias acusaciones en su contra. La promoción también anunció que cerrarían hasta que estuvieran satisfechos con los cambios.
Chikara eliminó a Kobal del roster.En cuanto a Icarus, original de Chikara, se le acusó de enseñar a otros luchadores fotos de las contusiones que le infligió a una menor de edad, diciendo que "le había gustado mucho". Al dueño de Chikara, Mike Quackenbush, se lo acusó de abuso y negligencia, lo que llevó a muchos luchadores de la empresa a renunciar, como Hallowicked, Kimber Lee, Jacob Hammermeier, Frightmare y Green Ant. El 24 de junio de 2020, Chikara anunció que cerraba por completo.
La Bar Wrestling cerró su cuenta de Twitter y, como tal, la propia compañía se retiró. El exgerente de NWA/WCW y WWE, Jim Cornette, ha sido acusado de obligar a los aprendices de OVW a tener relaciones sexuales con su esposa mientras él miraba. Tales acusaciones se remontan a hechos de hace 15 años o más, cuando Cornette trabajaba en OVW de 1999 a 2005.
Sweet Saraya se retiró el 23 de junio de 2020 luego de las acusaciones de haber abusado tanto de aprendices como de colegas.
El entrenador de Revolution Pro Wrestling despidió a Andy Simmonz y a un estudiante de la Portsmouth School of Wrestling el 24 de junio de 2020 luego de las acusaciones contra ambos.